# Варениковское сельское поселение
Варенико́вское сельское поселение — муниципальное образование в составе Крымского района Краснодарского края России.
В рамках административно-территориального устройства Краснодарского края ему соответствует Варениковский сельский округ.
Административный центр — станица Варениковская.

## Население
| 2010    | 2012    | 2013    | 2014    | 2015    | 2016    | 2017    |
| ------- | ------- | ------- | ------- | ------- | ------- | ------- |
| 16 868  | ↗17 081 | ↗17 084 | ↗17 278 | ↘17 269 | ↘17 193 | ↗17 195 |
| 2018    | 2019    | 2020    | 2021    | 2023    |         |         |
| ↗17 279 | ↗17 368 | ↗17 448 | ↘17 285 | ↗17 384 |         |         |

## Населённые пункты
В состав сельского поселения (сельского округа) входят 5 населённых пунктов:
| № | Населённый пункт | Тип населённого пункта | Население (чел.) |
| - | ---------------- | ---------------------- | ---------------- |
| 1 | Варениковская    | станица                | ↗15 385          |
| 2 | Свет             | хутор                  | ↘113             |
| 3 | Фадеево          | село                   | ↗663             |
| 4 | Чекон            | посёлок ж.д. разъезда  | →8               |
| 5 | Школьный         | хутор                  | ↗1203            |